# Victor Alves
Victor Alves (* 2. April 1994) ist ein brasilianischer Fußballspieler. Seit 2016 spielt er für den SC Austria Lustenau in der österreichischen zweiten Liga.

## Karriere
Alves hatte seine Karriere bei den Corinthians São Paulo begonnen, von wo er zweimal an die AA Flamengo verliehen wurde. Nachdem er zuvor vereinslos gewesen war, spielte er 2016 für die Amateure des SC Austria Lustenau in Österreich. Im April 2016 debütierte er für die Profis in der zweiten Liga, als er im Heimspiel gegen die Kapfenberger SV in der Startelf stand.